# Körperscanner

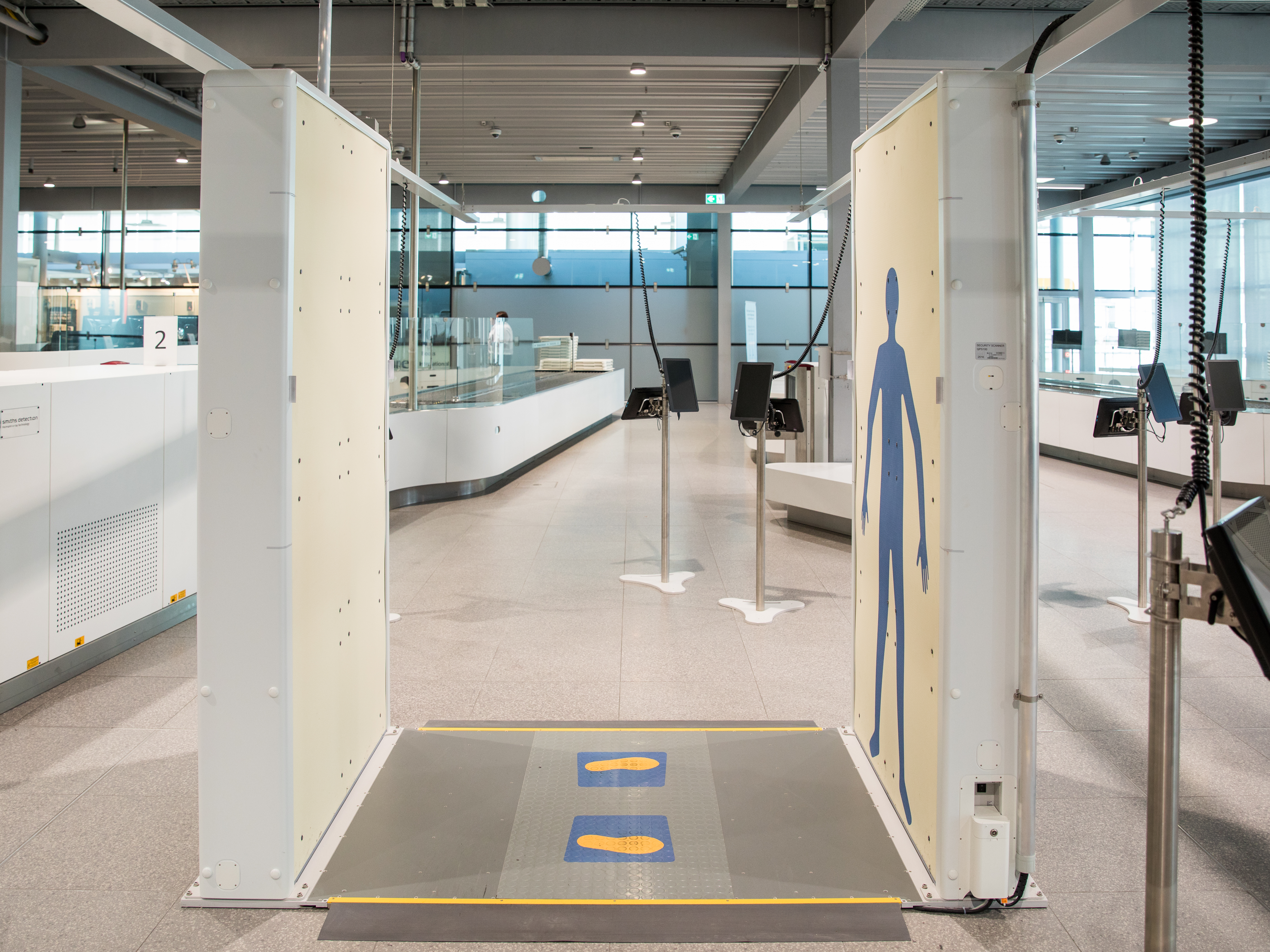
Terahertz-Körperscanner von Rohde & Schwarz im Flughafen Köln/Bonn

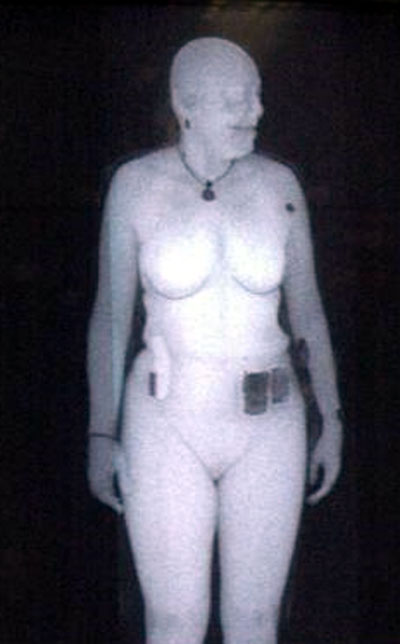
Röntgen-Rückstreuaufnahme einer Frau (2007)

Körperscanner, auch Ganzkörperscanner, Bodyscanner oder Nacktscanner – bei der Verwendung von Terahertz-Strahlung auch als Terahertz-Kameras bezeichnet – sind Geräte, mit denen der Körper einer Person sowie Gegenstände unter der Kleidung, abgebildet werden können. So können beispielsweise Waffen oder Sprengstoffe sichtbar gemacht werden. Dies kann mit verschiedenen Methoden realisiert werden.

## Methoden

### Röntgenstrahlung
Ein Röntgenscanner (englisch backscatter X-ray) rastert ein Objekt punktförmig ab und misst die Rückstreuung. Ein Röntgen-Abtaststrahl hat einen Durchmesser von 5–10 mm.
Im Gegensatz dazu registriert ein medizinisches Röntgengerät den Kontrast, der durch die unterschiedliche Absorption der Strahlung in verschiedenen Gewebetypen (reichlich Calcium im Knochen, kaum Calcium in der Muskulatur) entsteht.
Die rückgestreute Compton-Strahlung eignet sich für die Oberflächenanalyse. Die Rückstreuung sinkt mit steigender Energie. Beim Gerät Secure 1000 liegt die Strahlungsenergie im Bereich von 20–50 keV. Die Compton-Streuung tritt überwiegend bei leichten Materialien wie Wasserstoff, Sauerstoff oder Kohlenstoff auf, bei schweren Materialien wie Metallen überwiegt die Absorption. Diese schwache Rückstreuung wird mit empfindlichen Detektoren aufgezeichnet und es genügen geringe Intensitäten. Die mittlere Gesamtstrahlenbelastung eines Röntgenscanners soll bei 0,1–0,2 µSv liegen, wobei die punktförmige Strahlenbelastung durch Mittelung unberücksichtigt bleibt.

### Terahertzstrahlung

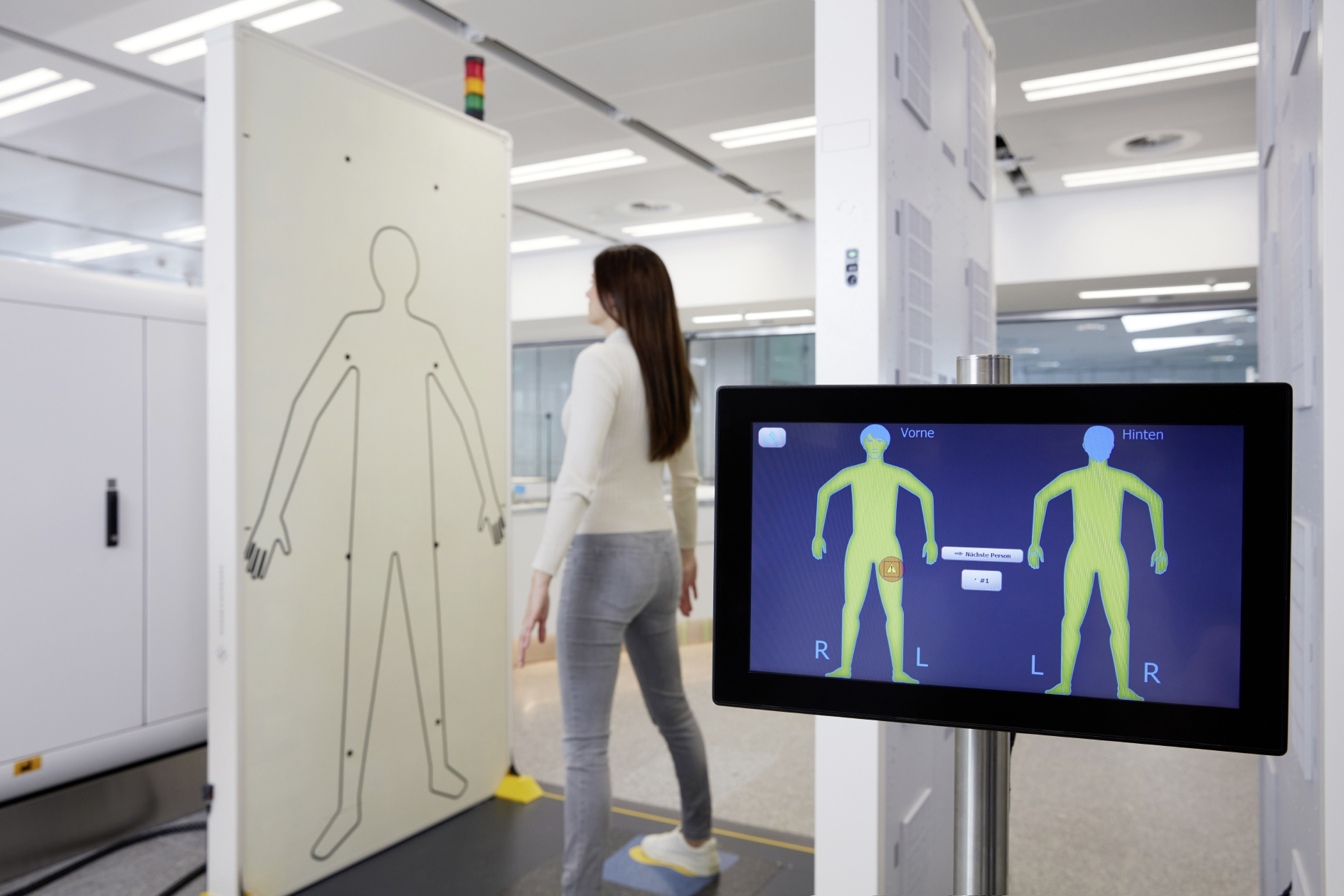
Aufnahmen eines Terahertzscanners

Terahertzstrahlung (wegen ihrer Wellenlänge auch als Millimeterwellen bezeichnet) ist elektromagnetische Strahlung im Grenzbereich zwischen Infrarotlicht und Mikrowellenstrahlung und Teil der natürlichen Wärmestrahlung. Die hiermit arbeitenden Geräte werden auf Englisch millimeter wave scanner genannt. Es werden zwei verschiedene Funktionsweisen unterschieden:

#### Aktive Methode
Bei der aktiven Methode scannt ein fokussierter Strahl den Körper ab und rekonstruiert durch Variation der Wellenlänge aus der Rückstreuung ein Bild. Auf diese Weise können gestochen scharfe dreidimensionale Darstellungen des nackten Körpers des Überprüften erzeugt werden. Aktuelle Geräte (seit Juli 2009) können Personen außerhalb einer Kabine im Vorbeigehen abtasten.

#### Passive Methode
Bei der passiven Methode wird nur die natürliche Wärmeabstrahlung des menschlichen Körpers detektiert, wodurch ein Abbild der Körperkonturen ohne anatomische Details erzeugt werden kann.
Die passive Terahertztechnik erfordert keine Strahlungsquelle, sondern registriert die vorhandene Strahlung mit Wellenlängen kleiner als 1 mm.
Ende 2009 wurden Prototypen vorgestellt, die aus mehr als zehn Metern Entfernung funktionieren. Das Institut für Photonische Technologien in Jena entwickelte Kameras, die Gegenstände am Körper sichtbar macht.

## Vorgaben der EU
Durchführungsverordnung (EU) 2015/1998, Anlage 4, Nr. 4.1.1.10 schreibt vor, dass die Benutzung von Ganzkörperscannern (egal welcher Art) durch Passagiere freiwillig ist. Auf Bitten des Passagiers muss das Sicherheitspersonal eine andere Untersuchungsmethode wählen. In der Durchführungsverordnung heißt es dazu genau:

„Fluggäste haben das Recht, die Kontrolle mit einem Sicherheitsscanner zu verweigern. In diesem Fall ist der Fluggast durch eine alternative Methode zu kontrollieren, die mindestens eine Durchsuchung von Hand gemäß Anlage 4-A des Durchführungsbeschlusses C(2015) 8005 der Kommission umfasst.“

und weiterhin:

„Vor der Kontrolle mit einem Sicherheitsscanner ist der Fluggast über die eingesetzte Technologie, die mit ihrem Einsatz verbundenen Bedingungen und die Möglichkeit der Verweigerung einer Kontrolle mit dem Sicherheitsscanner zu unterrichten.“

Auch sind in der EU nur Sicherheitsscanner, die nicht mit ionisierender Strahlung arbeiten, zugelassen (Durchführungsverordnung (EU) 2015/1998, Anlage 4, Nr. 4.1.1.2).

## Einsatzgebiete
Das Haupteinsatzgebiet ist die unten näher behandelte Flughafensicherheit.
Für einen Einsatz im Bundestag schlugen Sicherheitsexperten bereits 2008 Körperscanner vor. Dies wurde jedoch nicht umgesetzt. Für den Einsatz der Körperscanner in Deutschland gibt es keine gesetzliche Grundlage. Der Einsatz an deutschen Flughäfen zur Personenkontrolle ist für Passagiere daher freiwillig (siehe Durchführungsverordnung (EU) 2015/1998, Anlage 4, Nr. 4.1.1.10).

### Flughafensicherheit
Als erster Airport führt der Flughafen Schiphol in Amsterdam den Körperscanner ein. Am 31. Dezember 2009 gingen die ersten zwei der 17 bestellten Geräte in Betrieb. Der Flughafen führte den Bodyscanner aufgrund des versuchten Terroranschlags beim Landeanflug auf Detroit ein. Seit dem versuchten Anschlag geriet der Nacktscanner weltweit in den Fokus, weil die verbotenen Substanzen am Attentäter Umar Farouk im normalen Metalldetektor in Amsterdam nicht entdeckt wurden. Körperscanner werden auf den Flughäfen in Moskau generell eingesetzt.

#### Vereinigte Staaten

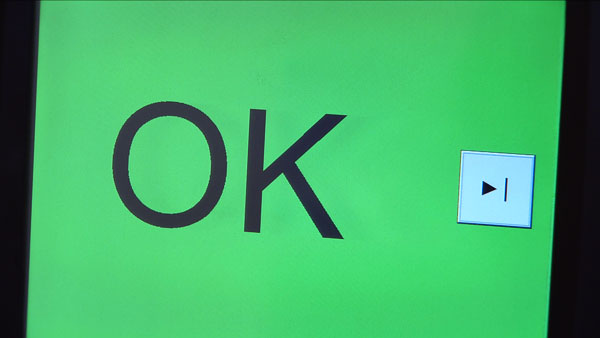
Wenn kein Gegenstand gefunden wird, erscheint lediglich der Hinweis „OK“. (Testgerät am Flughafen Hamburg)

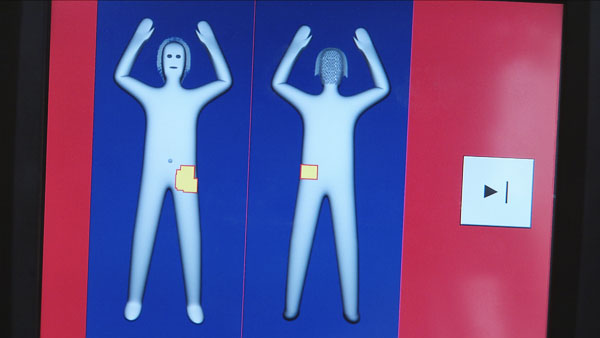
Ein Fund wird auf einem neutralen Piktogramm angezeigt. (Testgerät am Flughafen Hamburg)

Im Rahmen der Flughafensicherheit werden in den USA als Alternative zum Abtasten per Hand mit Terahertzwellen arbeitende Geräte bei Sicherheitskontrollen am Flughafen immer häufiger eingesetzt. Körperscanner werden als full body scanner bezeichnet; der Vorgang als whole body imaging.
Michael Chertoff, von Februar 2005 bis Januar 2009 Minister für Innere Sicherheit der Vereinigten Staaten, setzte sich sehr für deren Einführung ein.
Im Herbst 2010 waren in den Vereinigten Staaten mehr als 310 Geräte im Einsatz. Weitere 450 sollten in der Zeit kurz darauf hinzukommen. Bei der Einführung neuer Körperscanner am John F. Kennedy International Airport in New York begrüßte die Ministerin für Innere Sicherheit, Janet Napolitano, die Geräte als Durchbruch bei der Bekämpfung des Terrorismus, weigerte sich aber, sich selbst in einem Gerät untersuchen zu lassen. An den entsprechenden Flughäfen der USA können Flugpassagiere zwischen einer Untersuchung im Körperscanner und dem sogenannten extended patdown, einem intensiven manuellen Abtasten mit den Handflächen, wählen.

#### Europäische Union
In der Europäischen Union sind die Geräte zurzeit noch nicht zugelassen. Einige Flughäfen in der EU haben eine Sonderbewilligung und testen die Geräte versuchsweise unter strengen Auflagen der EU-Kommission. Zur Durchführung eines Scans muss die Einwilligung des betroffenen Passagiers eingeholt werden.  Seit Januar 2010 wird der Körperscanner ProVision ATD der Firma L-3 Communications mit Terahertzstrahlung am niederländischen Flughafen Schiphol eingesetzt. In Großbritannien ist der Einsatz des Scanners seit Anfang 2010 für ausgewählte Personen verpflichtend: Ohne die Durchführung der Prozedur dürfen diese Passagiere ihren gewünschten Flug nicht antreten. Während eines halbjährigen Probebetriebs der Geräte in Manchester wurden 210.000 Flugreisende durchleuchtet. Zwei Frauen haben hierbei aus religiösen beziehungsweise gesundheitlichen Gründen eine Körperbestrahlung abgelehnt und durften somit gemäß den britischen Gesetzesvorgaben ihren Flug nicht antreten.

#### Deutschland
Das Bundespolizeipräsidium hat es noch Anfang 2010 als unwahrscheinlich bezeichnet, dass es einen flächendeckenden Einsatz von Körperscannern vor dem Sommer 2011 in Deutschland geben wird, da eine Gesundheitsgefährdung durch die Strahlenbelastung nicht ausgeschlossen werden kann und es bei Versuchen mit den Scannern zum Teil nicht gelungen ist, Sprengstoff zu entdecken.
Am 27. September 2010 begann ein Praxistest auf dem Flughafen Hamburg, bei dem Freiwillige die neue Sicherheitsüberprüfung ausprobieren können. Die Tests waren zunächst auf sieben Monate angelegt, wurden aber um drei Monate bis zum 31. Juli 2011 verlängert. Nach Angaben des Bundesamtes für Strahlenschutz waren die getesteten Geräte gesundheitlich unbedenklich. Es stellte sich heraus, dass die Testgeräte weniger Sicherheit boten als die herkömmliche Methode mit Metalldetektor und Abtasten.
Zudem signalisierten die neuen Geräte bereits Schweißflecken unter den Achseln oder Papiertaschentücher in der Hosentasche der Passagiere als Sicherheitsrisiko. Hierdurch mussten viele Fluggäste manuell nachkontrolliert werden, was die Personenkontrollen verzögerte. Wegen häufiger Fehlalarme (bis zu 100 %) wurden die Körperscanner mehrfach deaktiviert. Nach Auswertung der zehnmonatigen Testphase unter Beteiligung von 809.000 freiwilligen Passagieren entschied Bundesinnenminister Hans-Peter Friedrich Ende August 2011, vorerst auf den flächendeckenden Einsatz von Körperscannern an deutschen Flughäfen zu verzichten.
Seit 24. November 2012 sind am Flughafen Frankfurt Main Körperscanner in einer weiteren Testphase im Einsatz. Die Benutzung der Scanner ist freiwillig. Derzeit sind solche Geräte in Stuttgart im Einsatz. Passagiere, die sich weigern, das Gerät zu betreten, müssen längere Wartezeiten hinnehmen. Seit 2014 werden die mittlerweile ausgereiften Körperscanner auch am Hamburger Flughafen wieder eingesetzt und die Passagiere können zwischen Körperscanner und Abtasten wählen.
Auch in Berlin wurden im Flughafen Tegel seit Mitte 2014 Körperscanner eingesetzt. In Schönefeld befinden sie sich in der Mitte der beiden Terminals. Seit Mai 2017 nutzt auch der Flughafen München Körperscanner im Terminal 2 zur Entlastung der Mitarbeiter.

## Kritik

### Gesundheitliche Gefährdung
Die Terahertzstrahlung gehört zum allgegenwärtigen Strahlenspektrum. Sie wirkt aufgrund ihrer geringeren Energie nicht ionisierend. Bei Geräten im Passivmodus wird keine Strahlenquelle auf den Körper gerichtet, sodass keine Strahlungsschäden eintreten können.
Zu aktiven Rückstreuscannern liegen dem Bundesamt für Strahlenschutz keine belastbaren Informationen über die gesundheitlichen Auswirkungen der eingesetzten Frequenzen und Leistungen des Rückstreuverfahrens mit Terahertzstrahlung vor. Jenseits von Laborversuchen fehlen Langzeitstudien. Zudem sind bisher keine Schädigungsszenarien beschrieben und keine Schadensereignisse berichtet worden.
Es existieren Studien, die als Folge von Terahertzbestrahlung genetische Schäden nachweisen, andere Studien lassen jedoch nicht auf Schäden schließen. In Laborversuchen wurden Resonanzeffekte in der Zelle als Voraussetzung für eine Wirkung auf DNS-Ketten festgestellt. Weitergehende Untersuchungen zu solchen Effekten mit nicht ionisierender Strahlung liegen nicht vor.
Im April 2010 veröffentlichten vier Professoren der University of California, San Francisco, darunter Mitglieder der National Academy of Sciences (NAS) sowie Experten für Strahlung und Krebserkrankungen, einen offenen Brief, in dem sie vor den möglichen Gesundheitsgefahren durch Röntgen-Rückstreuungs-Scanner warnen. Die Professoren äußern in ihrem Brief Zweifel insbesondere an der effektiven Strahlungsdosis, die die zuständigen US-Behörden angeben, und weisen darauf hin, dass die Strahlendosis nicht vom ganzen Körper aufgenommen wird (wie die Behörden in ihrer Rechnung unterstellen), sondern nur von den obersten Hautschichten, so dass die Dosis auf das betroffene Gewebe ungleich größer sei. Die Professoren beklagen außerdem in ihrem Brief, dass die gesundheitlich relevantesten Strahlungsparameter der Scanner (Photonenfluss pro Fläche und Zeitspanne) von den Behörden unter Verschluss gehalten werden, und befürchten ein erhöhtes Krebsrisiko vor allem für Frauen (Brust), Männer (Hoden), Kinder, ältere Passagiere über 65 Jahre, HIV-geschwächte Menschen, Schwangere sowie allgemein für Blutzellen in den oberen Hautschichten, die Netzhaut des Auges und die Schilddrüse. Da Röntgen-Rückstreuungsscanner in den USA bereits den Großteil der verwendeten Geräte ausmachen, befürchten die Wissenschaftler, dass durch spätere Krebserkrankungen eine größere Gefährdung für Leib und Leben der Passagiere bestehen könnte als durch Terrorismus selbst.

#### Abgrenzung zu Röntgenscannern
Röntgenstrahlung verursacht durch ihre ionisierende Wirkung Zellschäden, die Krebserkrankungen auslösen können. Aus diesem Grund wird eine Strahlenbelastung im Bereich der Medizin nur in Kauf genommen, wenn es für die Verbesserung der Gesundheit unerlässlich ist. 
Ob die bei einer konkreten Kontrolle eingesetzten Körperscanner nur Terahertz- oder auch Röntgenstrahlung einsetzen, ist für den Passagier nicht eindeutig festzustellen.

### Verletzung der Intimsphäre
Umstritten ist der Einsatz am Menschen, da dieser durch das Gerät nackt sichtbar ist. Zudem würden auf den sehr scharfen Bildern private Details wie Prothesen, künstliche Darmausgänge oder Piercings sichtbar. Dies stellt nach Einschätzungen von Vertretern aus Politik, Kirche und Gewerkschaften eine erhebliche Verletzung der Privatsphäre und Menschenwürde dar. In Deutschland hatte das Bundesinnenministerium im Oktober 2008 den Einsatz der Scanner ausgeschlossen. Der damalige Bundesinnenminister Wolfgang Schäuble hatte sich für eine Weiterentwicklung der Geräte ausgesprochen, aber die Darstellung der Bilder kritisiert: „Aber so lange solche Bilder entstehen, werden sie nicht eingesetzt werden“. „Ich will nicht, dass die Bundespolizei in das Licht kommt, sie seien heimliche Spanner.“
Aus der technischen Spezifikation der Transportation Security Administration (TSA) für Körperscanner geht hervor, dass die in den USA eingesetzten Geräte über Festplatten sowie USB- und Netzwerkanschlüsse verfügen, wodurch mit ihnen erstellte Bilder gespeichert und übertragen werden können. Zudem ist ein „Level Z“-Modus beschrieben, der es autorisierten Stellen erlaubt, die Privatsphäre-Filter zu deaktivieren und Bilddateien zu exportieren. Dies steht im Widerspruch zu Versicherungen der TSA, dass die Scanner Bilder nicht dauerhaft speichern könnten. Im April 2010 wurde bekannt, dass die US-Regierung auf Testgeräten etwa 2.000 Bilder, die von Körperscannern angefertigt wurden, gespeichert hat.
Im August 2010 gab der United States Marshals Service zu, wiederholt mehrere Zehntausend Scan-Bilder eines Sicherheitssystems in Florida dauerhaft gespeichert zu haben. Das Electronic Privacy Information Center (EPIC) urteilte in diesem Zusammenhang, dass „diese Geräte so gebaut sind und auch eingesetzt werden, dass Bilder routinemäßig gespeichert und archiviert werden“.
Die an niederländischen Flughäfen genutzten Geräte zeigen den Kontrolleuren nur ein Körperschema. Außerdem war in Diskussion, dass die intimen Stellen grundsätzlich nicht angezeigt werden und im Verdachtsfall über einen Schalter angezeigt werden können. Eine andere Idee war, dass die Kontrolleure in einem getrennten Raum sitzen, sodass diese die Körperbilder nicht den Personen zuordnen können oder mit ihnen in Kommunikation treten können. Der Bundesbeauftragte für den Datenschutz und die Informationsfreiheit äußerte im Januar 2010, er habe noch kein Gerät gesehen, bei dem die Persönlichkeitsrechte gewahrt würden; die Vermeidung von Nacktbildern alleine reiche hierfür nicht aus.
Britische Datenschützer fordern zudem weitere Regeln zum Datenschutz, um die Weitergabe von Aufnahmen an Dritte zu verhindern. Die Gefahr hierfür bestehe insbesondere bei prominenten Fluggästen.

### Infragestellen des Sicherheitsgewinnes
Der Körperscanner ermöglicht keine Analyse von Körperöffnungen oder des Körperinneren. So können dort versteckte Gegenstände nur durch andere Methoden aufgespürt werden, beispielsweise Metalldetektoren oder Leibesvisitation. Da Terahertzstrahlung und Röntgenstrahlung zwar nur schwach von Textilien, aber stärker von Wasser zurückgestreut werden, können Gegenstände unter feuchten Kleidungsschichten verborgen werden.
In Laborversuchen konnte die Bundespolizei mit Hilfe von Körperscannern Sprengstoff noch nicht ausreichend erkennen. Metall und Keramik werden zwar gut dargestellt, Plastikfolien, in denen auch Explosivstoffe transportiert werden können, sind jedoch sehr schwer zu entdecken.
Der Sicherheitsgewinn durch den Einsatz der Geräte sei laut Sicherheitsexperten minimal, zudem im Falle des Anschlagsversuchs von Detroit nicht fehlende Kontrollen, sondern die unzureichende Kommunikation der Sicherheitsbehörden zu dem Sicherheitsrisiko geführt haben. Zudem zeigen sich an internationalen Flughäfen grundsätzliche Sicherheitslücken, die das Einbringen von Gefahrgut ohne Teilnahme an einem Scan-Vorgang ermöglichen: So konnte ein Reporter Anfang 2010 im internationalen Terminal des Flughafens Rom-Fiumicino nachts die Sicherheitszone ohne jegliche Kontrolle betreten, da diese nur tagsüber überwacht wird. Eingeschleuste Waffen oder Sprengstoffe könnten auf diese Weise am nächsten Tag ohne Probleme an Bord eines beliebigen Flugzeugs gebracht werden.

### Zeitverlust
Ersten Tests am Flughafen Köln/Bonn zufolge könnten durch Einsatz des Körperscanners nur halb so viele Passagiere in gleicher Zeit durch die Sicherheitskontrollen geschleust werden wie mit den aktuell eingesetzten Geräten, wodurch Staus und Zeitverluste für die Passagiere verursacht werden könnten.
Auch der Geschäftsführer des Flughafens Hannover-Langenhagen rechnet mit einer Verlangsamung der Kontrollgeschwindigkeit um 50 Prozent beim Einsatz der neuen Geräte.
Bei den Tests am Flughafen Hamburg ergaben sich mitunter längere Wartezeiten für die Passagiere, da es häufig (bis zu 100 %) zu Fehlalarmen kommt.

### Untersuchung von Kindern
Britische Kinderschützer argumentieren, Körperscanner würden gegen das britische Kinderschutzgesetz von 1978 verstoßen. Dieses verbietet, unangemessene Bilder von Minderjährigen zu erstellen, was durch den Scan-Vorgang passieren würde.

### Kosten
Neue Scanner an deutschen Flughäfen würden durch das Bundesinnenministerium gekauft und somit vom Steuerzahler bezahlt. Es ist noch nicht bekannt, welche Beträge hierfür insgesamt zu investieren sind. Die Kontrollen selber würden weiterhin über das Flugticket bezahlt werden. Momentan kostet jede Kontrolle je nach Flughafen zwischen zwei und zehn Euro. Der Einsatz jedes der etwa 600 Vollkörperscanner kostet an 65 US-amerikanischen Flughäfen jeweils 170.000 US-$ pro Jahr.
In den USA soll als Reaktion auf den Anschlag auf den Flug 253 zunächst eine Milliarde Dollar für den Einsatz der neuen Geräte an Flughäfen ausgegeben werden.
Übliche am Markt erhältliche Modelle kosten etwa 120.000 EUR pro Stück, was mehr als das Zehnfache der Kosten für die bislang an Flughäfen eingesetzten Metalldetektoren darstellt.
Für den Flughafen Berlin-Tegel sind Geräte vorgesehen, deren Preis bei 300.000 EUR pro Stück liegt.
Allein in Deutschland gibt es 39 Verkehrsflughäfen, die jeweils mit einigen Geräten ausgestattet werden müssten, um den geforderten Sicherheitsgewinn zu erzielen. Allein am Stuttgarter Flughafen wären 22 Körperscanner notwendig. Das würde schon bei diesem Anschaffungskosten in Höhe von rund 2,86 Millionen Euro bedeuten. Bei größeren Flughäfen mit mehr Reisenden bräuchte es noch mehr: Der Flughafen von Amsterdam will 75 Geräte einsetzen.

### Hersteller
Die Körperscanner, welche zunächst am Hamburger Flughafen getestet werden sollen, stammen von der amerikanischen Firma L-3 Communications. Weiterer großer Hersteller auf dem europäischen Markt ist Rohde & Schwarz. Diese verkauften unter anderem 300 Stück ihres Systems QPS an das deutsche Bundesministerium des Innern.

### Lobbyismus
Der ehemalige Minister für Innere Sicherheit der Vereinigten Staaten Michael Chertoff wurde dafür kritisiert, dass er den Einsatz von Körperscannern stark beworben hat, ohne dabei bekannt zu geben, dass er Lobbyist für einen der Hersteller der Geräte ist. Andere Körperscanner-Lobbyisten mit Verbindungen zur US-Regierung sind unter anderem:
- die ehemaligen ranghohen TSA-Mitarbeiter Tom Blank und Chad Wolf
- Kevin Patrick Kelly, der enge Verbindungen zum Ministerium für Innere Sicherheit besitzt
- der ehemalige US-Senator Al D’Amato

## Sonstiges

### Diskussion nach dem Northwest-Airlines-Flug 253
Nach einem missglückten Terroranschlag auf den Northwest-Airlines-Flug 253 von Amsterdam nach Detroit am 25. Dezember 2009, bei dem ein Passagier 80 Gramm des Sprengstoffes Nitropenta an Bord schmuggeln konnte, setzte eine erneute Diskussion über die Nutzung des Körperscanners an Flughäfen ein, obwohl bezweifelt wird, dass der Sprengstoff durch den Scanner erkannt worden wäre und den US-Geheimdiensten genügend Informationen vorlagen, um die Anschlagspläne im Vorfeld aufzudecken.
Der deutsche Bundesinnenminister Thomas de Maizière (CDU) sprach sich in diesem Zusammenhang für eine Verwendung aus, sofern sie gesundheitlich „völlig unbedenklich“ sei und die Persönlichkeitsrechte „vollumfänglich gewahrt“ werden.

### Marktentwicklung
Für das Geschäft mit Körperscannern wird ein Boom für die nächsten Jahre prognostiziert. Das Marktvolumen für sicherheitstechnische Ausrüstungen und Produkte liegt für Europa bei etwa neun Milliarden Euro. Weltweit werden Schätzungen zufolge 50.000 neue Geräte in den nächsten Jahren verkauft werden.
Es gibt vier bedeutende Hersteller für diese Geräte, von denen drei ihren Sitz in den USA haben. Die Aktienkurse der entsprechenden vier Gesellschaften sind kurz nach dem Anschlag auf den Northwest-Airlines-Flug 253 stark gestiegen.
Das deutsche Bundesforschungsministerium fördert Projekte, die die Entwicklung und den Einsatz von Körperscannern auf Terahertzbasis zum Gegenstand haben. Ziel ist es, Gefahrstoffe präzise zu erkennen, die geprüften Personen aber nur schematisch darzustellen.

### Resonanz
Der Leiter des FDP-Arbeitskreises Recht und Innen, Hartfrid Wolff, betonte, dass es „mit den Liberalen einen nationalen Alleingang beim Scanner-Einsatz nicht geben“ wird. Statt einer Insellösung sollte eine EU-weite Regelung gefunden werden oder die Körperscanner sollten erst gar nicht verwendet werden. Auf ihrem Parteitag im April 2010 stellte die FDP die Forderung, dass jeder Flugpassagier die freie Wahl zwischen einer Leibesvisitation und der Untersuchung mittels eines Körperscanners haben sollte.
Die deutsche Bundesjustizministerin Sabine Leutheusser-Schnarrenberger (FDP) äußerte sich in einem Interview mit dem Spiegel ablehnend zum Einsatz von „Nacktscanner[n]“. Körperscanner dürften nur dann eingesetzt werden, wenn die Intimsphäre nicht verletzt und die Gesundheit nicht beeinträchtigt werde.
Die Gewerkschaft der Polizei sprach sich am 2. Januar 2010 für den Einsatz aus, jedoch sollte in diesem Zuge das gesamte System der Flugsicherheit auf den Prüfstand. Vom Einsatz der Scanner könne man keine Wunderdinge erwarten, da sie nur eines von vielen Sicherheitslöchern schließen könnten. Zudem könne ein Scanner kein qualifiziertes Personal ersetzen, was die größte Sicherheitslücke darstellen würde.
Die Vereinigung Cockpit, ein Verband für Verkehrsflugzeugführer und Flugingenieure, „bedauert die derzeitige Verkürzung der Sicherheitsdebatte um Kontrollen an Flughäfen auf die so genannten Körperscanner.“ Der Pilotenverband fordert ein Gesamtsicherheitskonzept, in dem Körperscanner nur ein kleiner Baustein sein könnten, und legte einen Elf-Punkte-Plan zur Verbesserung der Sicherheit vor. Raoul Hille, der Geschäftsführer des Flughafens Hannover-Langenhagen, äußerte sich kritisch zu den Scannern: „Der Sicherheitsgewinn sei marginal, die Kosten seien zu hoch, und das Gesundheitsrisiko für Vielflieger und Flughafen-Mitarbeiter sei unklar.“
In der deutschen Bevölkerung ist die Resonanz zu dem Einsatz von Körperscannern an Flughäfen laut einer Forsa-Umfrage des Sterns überwiegend positiv. Von 1.006 Befragten unterstützten 63 Prozent deren Einsatz, 31 Prozent lehnten ihn ab. Die restlichen sechs Prozent hatten sich keine Meinung gebildet.

#### Petition: Datenschutz – keine Zulassung von Ganzkörper-Scannern
Am 3. Januar 2010 wurde von Kritikern der Ganzkörper-Scanner beim Petitionsausschuss des Deutschen Bundestages eine öffentliche Petition eingereicht. Nach ihrer Zulassung wurde die Petition am 11. Januar 2010 im Internet veröffentlicht. Bis zu ihrem Abschluss erhielt sie 16.925 Unterschriften.

### Besondere Vorkommnisse
Von tausenden Scan-Bildern, die entgegen anderweitigen Aussagen doch gespeichert wurden, stellte das Blog Gizmodo im Herbst 2010 100 Bilder in einem Video zusammengefasst ins Internet. Sicherheitsleute sind an einem amerikanischen Flughafen angeblich in eine Schlägerei geraten, nachdem einer von ihnen eine abfällige Bemerkung über den Penis des anderen gemacht habe. Auch sei es so, dass attraktive Frauen besonders häufig „zufällig“ für die Körperscans ausgewählt würden.
Zum Thanksgiving-Fest 2010 haben in den USA Bürger, welche die Vorgehensweise der TSA kritisieren, zum Boykott aufgerufen: Passagiere sollen sich der Untersuchung im Körperscanner verweigern und so massenweise personal- und zeitintensive Abtastuntersuchungen erzwingen.